# Contea di Boulogne

Scudo araldico dei conti di Boulogne.

La contea di Boulogne era un'antica contea dell'Impero Carolingio e del Regno di Francia, incentrata sulla città di Boulogne, oggi Boulogne-sur-Mer. Originariamente un pagus franco, a partire dal IX secolo appartenne alla suzeraineté della Contea di Fiandra. Filippo Augusto la confiscò nel 1212 per darla in appannaggio al proprio figlio. Da quel momento in poi, la contea seguì il destino dell'Artois per essere infine annessa al dominio reale nel XV secolo.

## Storia
Inizialmente, la regione di Boulogne-sur-Mer era un pagus della civitas dei Morini (pagus Bononiensis). Il suo territorio si estendeva dal fiume Canche (a sud) fino al limite settentrionale della contea di Guînes e della signoria di Ardres; la terra di Marck apparteneva al Ternois, ma fu a lungo un feudo bononiense..
Alla fine del IX secolo il conte Erkenger si trovò alla guida del pagus Bononiensis. Nell'886 il vescovo Gozlin (o Gozzelino) di Parigi, durante l'assedio della città da parte dei Vichinghi, gli chiese di sollecitare l'aiuto del marchese di Neustria, Enrico ed il suo esercito per affrontare i Normanni.
Nell'896, Erkenger, sempre rimasto fedele a Carlo il Semplice, fu spogliato di ogni suo bene e costretto a omaggiare il re dei Franchi occidentali, Oddone. Queste vicende diedero possibilità a Baldovino II di Fiandra di stabilire ed esercitare la suzeraineté sulla contea. Alla morte di Baldovino II, il suo secondo figlio Adalolfo ottenne sia le terre bononiensi che il Ternois. Alla fine del XII secolo, i conti di Boulogne ottennero la suzeraineté sui conti di Saint-Pol.
Filippo Augusto, dopo aver confiscato la regione (1212), la consegnò in appannaggio al suo figlio omonimo, lo sposo dell'ereditiera Matilde de Dammartin (poi nota come "Matilde di Boulogne")..
Alla morte di Matilde (1258), il Parlamento di Parigi attribuì la contea a Roberto V, già conte d'Alvernia, la cui madre, Adelaide di Brabante era la nipote di Mathieu de Boulogne. Furono tuttavia distaccate e riunite all'Artois le aree del Marck e di Calais, date in feudo nel IX secolo ai loro vassalli di Boulogne da parte dei conti di Fiandre.
La contea di Boulogne, così come quelle di Saint-Pol e di Guînes, entrò a far parte delle vicende dell'Artois e ne seguì la sorte, fatta eccezione per quei territori che furono temporaneamente occupati dall'Inghilterra.
I rappresentanti della Contea si unirono nei Paesi Bassi agli Stati generali del 1464 a Bruges. Alla morte di Carlo il Temerario il Re di Francia rivendicò la fine della dipendenza di Boulogne dalla Contea di Artois, provocando nuove lotte contro gli Asburgo. Il trattato di Senlis chiuse il problema: la Francia perse Artois all'Impero, mentre gli Asburgo rinunciarono a Boulogne.
Al tempo dell'annessione della Piccardia da parte di Luigi XI di Francia (febbraio 1477), la contea di Boulogne diventò un siniscalcato della generalità di Amiens..

## Elenco dei conti di Boulogne

### Il primo conte
- 886-922 : Erchanger o Erchenger o Erkenger, nobile carolingio

### Casato di Fiandra
- 922-935 : Adalolfo († 933), figlio secondogenito del conte di Fiandra, Baldovino I
- 935-964 : Arnolfo I (888 - 964), figlio primogenito di Baldovino I. Alla morte di Adalolfo, s'impadronì della contea di Boulogne a scapito dei suoi nipoti. Ma uno di questi riuscì a recuperare la contea paterna alla morte di Arnolfo I:
- 964-972 : Arnolfo II († 972), figlio di Adalolfo.
- 971-990 : Arnolfo III († 990), figlio del precedente.
- 990-1033 : Baldovino II († 1033),  figlio del precedente.

### Casato di Boulogne
- 1033-1049 : Eustachio I († 1049),  figlio del precedente.
- 1049-1087 : Eustachio II († 1087 circa), figlio del precedente.
- 1087-1125 : Eustachio III († 1125), figlio del precedente.
- 1125-1147 : Matilde I († 1151), figlia del precedente.
  - 1125-1147 : Stefano († 1154), marito di Matilde, re d'Inghilterra.

### Casato di Blois
- 1147-1153 : Eustachio IV († 1153),  figlio del precedente.
- 1153-1159 : Guglielmo I († 1159), fratello del precedente.
- 1159-1170 : Maria († 1182), sorella del precedente.
  - 1160-1170 : Matteo († 1173), marito di Maria.

### Casato di Lorena o d'Alsazia
- 1170-1173 : Matteo († 1173).
- 1170-1216 : Ida († 1216), figlia del precedente.
  - ?-prima del 1181 : Matteo, di cui non si conoscono gli ascendenti, da cui divorziò
  - 1181-1181 : Gerardo († 1181), erede del Ducato di Gheldria.
  - 1183-1186 : Bertoldo IV († 1186), Duca di Zähringen.
  - 1190-1216 : Rinaldo († 1227), conte di Dammartin.

### Casato di Dammartin
- 1216-1227 : Rinaldo († 1227).
- 1216-1259 : Matilde II († 1259), figlia del precedente.
  - 1216-1234 : Filippo Hurepel († 1234), conte di Clermont-en-Beauvaisis.
  - 1235-1253 : Alfonso († 1279),  re del Portogallo e dell'Algarve].

Dopo la morte di Matilde, l'unico erede rinunciò a tutti i feudi francesi, per poter continuare a vivere in Inghilterra.
Si fecero avanti quattro pretendenti:
- un ramo della famiglia Dammartin, che alla morte di Filippo Hurepel, nel 1234, aveva già ricevuto la contea di Aumale[9].
- Enrico III di Brabante, nipote della zia di Matilde, Matilde d'Alsazia o di Lorena (la nonna di Enrico III)
- Adelaide, figlia della zia di Matilde, Matilde d'Alsazia o di Lorena
- il re di Francia, Luigi IX il Santo in quanto nipote di Filippo Hurepel.

### Casato d'Alvernia
Finalmente il Parlamento di Parigi si pronunciò, nel 1262, a favore di Adelaide di Brabante, vedova di Guglielmo X di Clermont, conte d'Alvernia.
- 1259-1265 : Adelaide († 1265).
- 1265-1277: Roberto V († 1277), figlio di Guglielmo X e di Adelaide, anche conte d'Alvernia.

Dal 1265 la contea di Boulogne venne governata dai Conti d'Alvernia, che detenevano anche il titolo di conti di Boulogne.
Nel 1477, Bertrando II accettò di scambiare con il re di Francia, Luigi XI la contea di Boulogne con il Lauragais, per cui la contea di Boulogne entro a far parte del dominio reale.